# Paolo Kessisoglu
Paolo Kessisoglu (n. 25 iulie 1969, Genova, Italia) este un actor italian.